# Alexander-Kowalewski-Medaille
Die Alexander-Kowalewski-Medaille der St. Petersburger Gesellschaft der Naturforscher wird seit 2001 jährlich für Leistungen in Entwicklungs- und Evolutionsbiologie (evolutionäre Entwicklungsbiologie, vergleichende Zoologie, Phylogenie, Embryologie) verliehen und ist nach Alexander Onufrijewitsch Kowalewski benannt. Sie ist mit einer Medaille verbunden, die Kowalewski zeigt.
Im Inaugurationsjahr 2001 wurden mehrere Wissenschaftler ausgezeichnet, danach nur einer jährlich. 2022 wurde kein Preis vergeben. Das Auswahlkomitee ist international besetzt.

## Preisträger
- 2001 Donald Thomas Anderson, Gary L. Freeman, Brian K. Hall, Olga Michailowna Iwanowa-Kazas, Claus Nielsen, Rudolf Raff, Rupert Riedl, Klaus Sander
- 2002 Eric H. Davidson
- 2003 Walter Jakob Gehring
- 2004 Scott Gilbert
- 2005 Noriyuki Satoh
- 2006 Peter Holland (Zoologe)
- 2007 Michael Edwin Akam
- 2009 Sean B. Carroll
- 2010 Mark Q. Martindale, Shigeru Kuratani
- 2011 Detlev Arendt
- 2012 William R. Jeffery
- 2013 Denis Duboule
- 2014 Linda Holland, Nicholas Drew Holland
- 2015 Frederik Nijhout
- 2016 Günter P. Wagner
- 2017 Wladimir Wassiljewitsch Malakow
- 2018 Andreas Hejnol
- 2019 Mary E. Rice
- 2020 Edward M. De Robertis
- 2021 Nipam Patel
- 2023 Veronica Hinman
- 2024 Alessandro Minelli